# 歌ふ狸御殿
『歌ふ狸御殿』（うたうたぬきごてん）は、1942年（昭和17年）公開のオペレッタ映画。木村恵吾が脚本、監督。音楽は佐藤顕雄、古賀政男。作詞、サトウハチロー。モノクロ、スタンダードサイズ。

## 出演者
- お黒：高山広子[1]
- 狸吉郎：宮城千賀子[1]
- きぬた：草笛美子[1]
- 白髭鼓左衛門：楠木繁夫[1]
- おたぬ：豆千代[1]
- 団栗林の栗助：伊藤久男[1]
- 腰元尾花：三原純子[4]
- 奴さん：リズムボーイズ
- 茂林寺のお福：美ち奴[1]
- 証成寺のお庭：きみ榮
- 河童ぶく助：益田喜頓[1]
- 白木蓮の精、白妙姫：雲井八重子[1]
- 荒磯姫：歌川絹枝
- 十六夜姫：大河三鈴[4]
- 腰元桔便：高木峰子[5]
- 腰元苅萱：西川静子
- 村娘おぽん：中村千鶴子
- 村娘お萩：新木君江[5]
- 村娘お萱：岩谷竹子[5]
- 村娘おはね：馬野美穂子
- 村娘おめん：御室和子
- 腰元撫子：瀧のぼる[5]
- 腰元藤袴：田中千代子[5]
- 腰元野菊：忍美代子[5]
- 羽子板やの娘：柏よし子
- 絵日傘やの娘：羽原京子
- 金魚やの娘：市村節子
- 紙風船やの娘：津久井美子
- からくりの娘：香川富美子
- 扇子やの娘：足柄朝子
- 白妙姫の従者：小林和子
- 白妙姫の従者：滋野井みのる
- 腰元朝顔：福田若子
- 腰元白菊：小島春子
- 腰元夕顔：不二和子
- 腰元紅菊：日咲慶子
- 腰元薄月：杉村初子
- 腰元夕月：永井美譽子
- 腰元葵：大塚茂子
- 腰元秋月：松岡信江
- 門番どん吉：市川海老三郎
- 門番どん助：春路謙作
- 悪狸五六左衛門：藤川準
- 土午のぴょん吉：石倉英治
- 重巨：高田篤
- 重巨：森田肇
- 重巨：大倉多一郎
- 泥右衛門：光岡龍三郎

## スタッフ
- 演出・脚本：木村恵吾[2]
- 音楽：佐藤顕雄[2]、サトウハチロー
- 作詞：サトウハチロー[2]、津村典子
- 歌謡作曲：古賀政男[4]
- 演奏：美響交響楽団
- 指揮：朝倉活治
- 合唱：ヴォーカルフォーア、日本合唱団[4]
- 撮影：牧田行正[2]、西村正一、石田秀雄、山口芳雄、神田博二
- 録音：加瀬久[1]、福安雅春、藤本尚武、山下茂雄
- 助演出：竹森一男、高見育男、上野衛
- 編輯：宮田味津三
- 記録：津村典子
- 筝曲：東トン子
- 按舞：花柳芳六次
- 照明：中野豊次郎[1]、岡本健一
- 設計：木川義人
- 装置：北川万吉、五十嵐藤三郎
- 背景：原田勝美
- 造園：中岡芳太郎
- 効果：江尻正保
- 衣装：川勝喜三郎
- 小裂：江川半次郎
- 技髪：福山善也
- 結髪：石井エミ
- 普通写真：三浦専三
- 進行：西郷一夫
- 製作担當：井沼俊策

## 主題歌
- コロムビア・レコード
  - 「どうぢゃね元気かね」…楠木繁夫
  - 「歌ふ狸御殿」…コロムビア合唱団
  - 「月の小島」…楠木繁夫、三原純子
  - 「花のこころ」…豆千代
  - 作詞、サトウハチロー
  - 作曲、編曲：古賀政男

## 参考資料
- レーザーディスクボックス『狸御殿玉手箱』付属の解説書より
- KINENOTE
- 日本映画製作者連盟